# تشوكات وسط
تشوكات وسط (بالفارسية: چوکات وسط) هي قرية تقع في منطقة بولان في إيران. يقدر عدد سكانها بـ 283 نسمة بحسب إحصاء 2016.